# Černovice (Morávia do Sul)
Černovice é uma comuna checa localizada na região de Morávia do Sul, distrito de Blansko.